# Ігітян Сергій Медзойович
Сергій Медзойович (Мезович) Ігітян (12 жовтня 1916, село Карцахі, тепер Ахалкалакський муніципалітет, Грузія — ?) — грузинський радянський діяч, голова колгоспу імені Калініна села Карцахі Ахалкалакського району Грузинської РСР. Депутат Верховної Ради СРСР 4-го скликання.

## Життєпис
Народився в бідній селянській родині. У 1937 році закінчив два курси Ахалцихського сільськогосподарського технікуму. У 1937 році працював у колгоспі села Карцахі Ахалкалакського району Грузинської РСР.
З листопада 1937 по 1943 рік — у Червоній армії, служив у 82-му кулеметно-артилерійському батальйоні. Учасник німецько-радянської війни з травня 1942 по липень 1943. Був командиром мінометної роти, заступником командира батареї 317-ї стрілецької дивізії 606-го стрілецького полку Південного і Північно-Кавказького фронтів. Був важко поранений, лікувався у військових госпіталях, став інвалідом війни 2-ї групи.
Член ВКП(б) з 1942 року.
Після демобілізації — голова колгоспу імені Шаумяна Ахалкалакського району, голова колгоспу імені Ворошилова Ахалкалакського району.
З 1952 року — голова укрупненого колгоспу імені Калініна села Карцахі Ахалкалакського району Грузинської РСР.
Подальша доля невідома. На 1985 рік — персональний пенсіонер.

## Звання
- старший лейтенант

## Нагороди
- орден Вітчизняної війни І ст. (6.04.1985)
- орден Червоної Зірки (6.11.1947)
- медалі